# Elizabeth Stewart
Lady Elizabeth Stewart (17 luglio 1610 – Londra, 23 gennaio 1673) è stata una nobildonna scozzese.

## Biografia
Era la figlia di Esmé Stewart, III duca di Lennox, e di sua moglie, Catherine Clifton, baronessa di Leighton Bromswold.

## Matrimonio
Sposò, il 7 marzo 1626, Henry Howard, XXII conte di Arundel. Ebbero dodici figli:
- Thomas Howard, V duca di Norfolk (1626/27–1677)
- Henry Howard, VI duca di Norfolk (1628–1683/84)
- Philip Howard (1629–1694)
- Charles Howard (1630–1713)
- Anne Howard
- Catherine Howard
- Talbot Howard
- Edward Howard (1637-1691);
- Francis Howard
- Bernard Howard (1641–1717)
- Esmé Howard (1645–1728)
- Elizabeth Howard

## Morte
Morì il 23 gennaio 1673 a Arundel House, Londra. Fu sepolta al Castello di Arundel.
| Controllo di autorità | BNF (FR) cb162975081 (data) |